# Mycetophila nervitacta
Mycetophila nervitacta är en tvåvingeart som beskrevs av Freeman 1951. Mycetophila nervitacta ingår i släktet Mycetophila och familjen svampmyggor. Inga underarter finns listade i Catalogue of Life.